# Eisbock (brassage)
Ne doit pas être confondu avec Eisbock.
La méthode eisbock est un procédé de brassage dont le principe consiste à congeler partiellement la bière pendant la maturation. La glace est ensuite séparée de la partie liquide qui est donc plus concentrée en alcool et ayant un goût plus prononcé.